# Peter B. Armentrout
Peter B. Armentrout (nacido en 1953) es un investigador estadounidense especializado en termoquímica, cinética y dinámica de reacciones químicas simples y complejas. Se desempeña como profesor de Química en la Universidad de Utah.

## Carrera
Recibió su licenciatura en la Universidad Case de la Reserva Occidental en 1975 y obtuvo su doctorado del Instituto de Tecnología de California en 1980. Durante estos estudios determinó que gran parte de la información publicada sobre estados termodinámicos no era confiable o se presentaba en diferentes formatos. Cuando se convirtió en profesor de investigación, utilizó esta frustración como motivación para inventar y construir el espectrómetro de masas en tándem de haz de iones guiado, que proporcionaba mediciones termodinámicas de alta precisión. Con este instrumento en mano, pasó a inventar o mejorar herramientas para analizar esas mediciones, incluidos algoritmos informáticos avanzados. Ha publicado muchos datos sobre las propiedades de los metales de transición y, más recientemente, ha trabajado en las propiedades termodinámicas de los sistemas biológicos.

## Premios
- Premio Presidencial al Joven Investigador de la Fundación Nacional de Ciencias (1984-1989)
- Medalla Biemann (2001)[3]
- Miembro de la Sociedad de Honor Phi Kappa Phi
- Premio por logros destacados en espectrometría de masas de la Sociedad Estadounidense de Química (2009)